# Region Aveiro
Region Aveiro (portugisiska Região de Aveiro) är en statistisk underregion (NUTS 3) i mellersta Portugal.                                                                                                                                                            
Den är en del av den statistiska regionen Mellersta Portugal (NUTS 2).
Ytan uppgår till 1692 km² och befolkningen till 370 394 invånare.
Dess huvudort är Aveiro.
Regionen Aveiro omfattar norra delen av distriktet Aveiro och sammanfaller geografiskt med Comunidade Intermunicipal da Região de Aveiro ("Region Aveiros kommunalförbund"; ”CIRA”).

## Kommuner
Region Aveiro omfattar 11 kommuner (concelhos).
- Águeda
- Albergaria-a-Velha
- Anadia
- Aveiro
- Estarreja
- Ílhavo
- Murtosa
- Oliveira do Bairro
- Ovar
- Sever do Vouga
- Vagos

## Största orter
1. Aveiro
2. Ovar
3. Águeda
4. Ílhavo
5. Anadia
6. Estarreja
7. Albergaria-a-Velha
8. Oliveira do Bairro
9. Vagos
10. Sever do Vouga
11. Murtosa